# 採種園

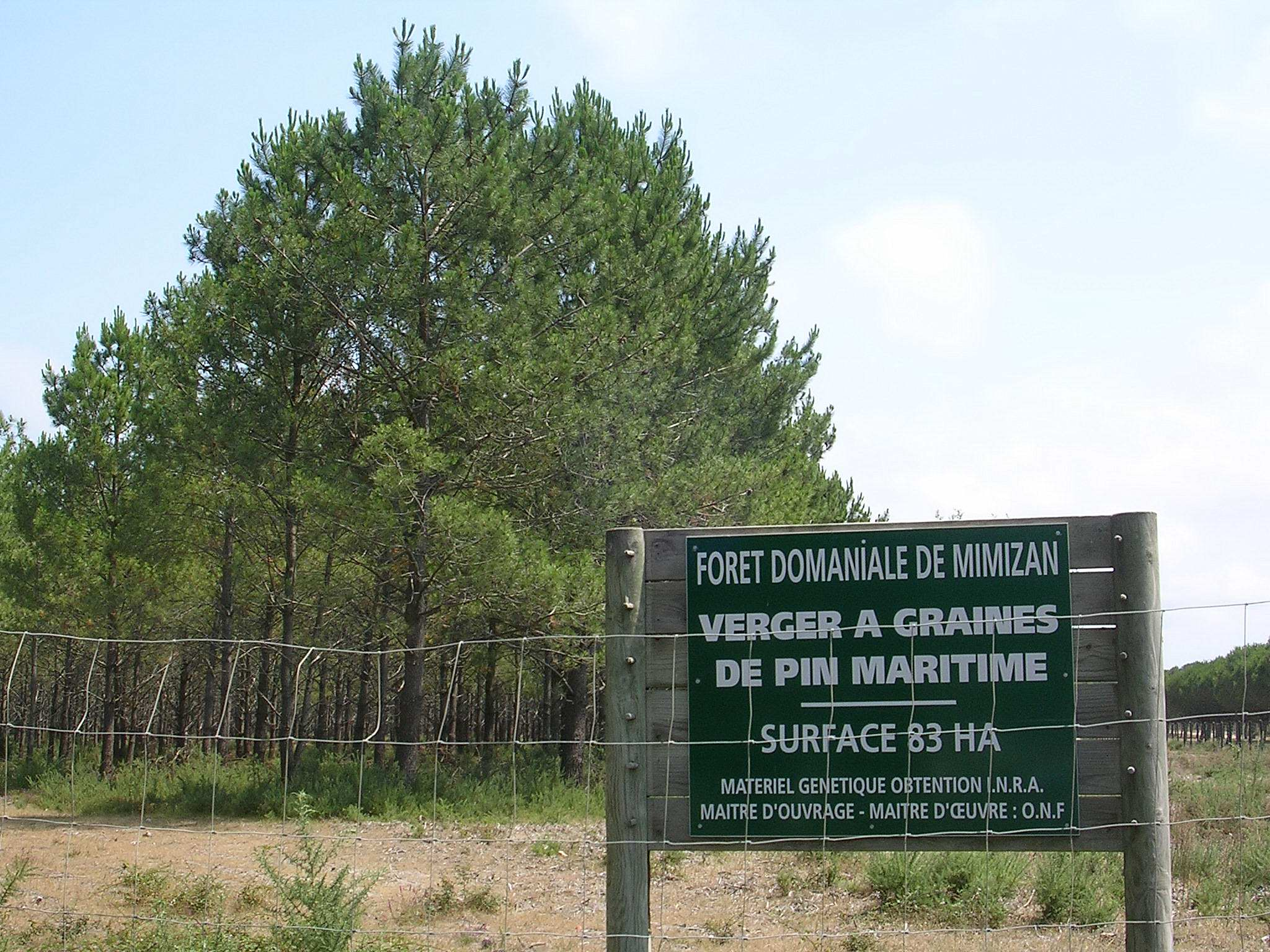
フランスミミザンの採種園

採種園（英語：seed orchard）とは、樹木の種子を採るための樹木園である。その役割は2つあり。一つは絶滅危惧種等の保護、もう一つは品種改良などによって得られた形質のすぐれた採種木（精英樹、エリートツリー、英語：elite tree）の種苗を大量に生産し、プランテーションや人工林に供給する事である。
採種園の設置には、同じ樹種の林分からなるべく離し、花粉防護林等を設けて外部の花粉汚染を極力少なくしたり、精英樹の種苗を増殖するための樹の配置や規模の確保、またそれ以外にも病原菌や感染症などが起きにくい環境などの条件が必要になる。
なお、挿木で増殖しやすい樹木の樹木園は採穂園、農作物などの採種目的の畑は採種圃（英：seed farm）と呼ばれる。

## 歴史
採種園が造られ始めたのは比較的新しく、日本においては林木育種事業が開始された昭和32年以降から始められた。それ以前においても、林業種苗法の下で特定の母樹や母樹林が種苗採取源として指定され、それらから優良種苗の確保が行われてはいた。

## 遺伝子銀行

### 日本
平成15年12月１日に「林木遺伝子銀行110番」が開設された。天然記念物や巨樹、名木、森の巨人たち百選等の樹木が衰弱した際に、公的機関等からの要請を受け、後継樹を増殖し、全く同じ遺伝子を受け継ぐ後継クローン苗木を里帰りさせるサービスである。